# Dagobert II
Dagobert II, znany jako Święty Dagobert (ur. ok. 650 k. Stenay, zm. 23 grudnia 679 w Woëvre) – pochodzący z dynastii Merowingów król Austrazji w latach 676–679, syn św. Zygisberta (Sigiberta III), święty Kościoła katolickiego.

## Życiorys
Ojcem Dagoberta był Sigebert III (631-656) król Austrazji z dynastii merowińskiej, a matką Burgundka Chimnehilda. Majordom Austrazji Grimoald Starszy, syn Pepina z Landen i opiekun Dagoberta, miał syna Childeberta adoptowanego przez Sigeberta III, kiedy Sigebert był jeszcze bezdzietny. Po śmierci Sigeberta, Grimoald zajął tron dla własnego syna, a Dagobert został przymusowo wyświęcony na mnicha i zesłany.
Dagobert znajdował się pod opieką Didona (Dezyderego), biskupa Poitiers, gdzie chodził do szkoły katedralnej. Później został wysłany do klasztoru w Slane w Irlandii. Tradycja utrzymująca, że ożenił się z Mechtyldą, anglosaską księżniczką, którą poznał podczas swojej emigracji podobnie jak ta, że wśród jego córek była święta Irmina, opatka Oeren oraz święta Adula (Adela), opatka Pfalzel, są zmyślone i mają na celu udowodnienie ich rzekomego pochodzenia z dynastii merowińskiej.
W międzyczasie wielu dostojników zaapelowało do Chlodwiga II, króla Neustrii, by pomógł im usunąć uzurpatorów Grimoalda i Childeberta i włączyć terytorium Austrazji do Neustrii. Dokładna data tych wydarzeń nie jest znana, ale nastąpiły one prawdopodobnie w 657 lub 661 roku, w tym drugim przypadku za rządów Chlotara III. Faktycznym władcą jednak był rządca Neustrii Ebroin, który był zobowiązany wskazać (w 660 lub 662) króla Austrazji. Wybór padł na młodocianego Childeryka II, brata Chlotara III, z majordomem Wulfoaldem w roli regenta. Młody król zginął na polowaniu w pobliżu Maastricht w 675, zaś po jego śmierci rozgorzała walka austrazyjskich magnatów, którzy chcieli króla merowińskiej krwi. Wulfoald wysunął kandydaturę Dagoberta, natomiast jego przeciwnicy wystawili Chlodwiga III. Ebroin powrócił z klasztoru, aby wspomóc Chlodwiga. Pomimo wrogości ze strony Ebroina próbującego dać pełnię władzy Chlodwigowi, przy pomocy biskupa Wilfryda z Yorku ściągnięto Dagoberta do kraju. Została mu przywrócona część jego ziem, w tym obszar wzdłuż Renu i wsparto go w walce Ebroinem.
Według tradycji od najwcześniejszych lat Dagobert odznaczał się łagodnością i pobożnością. Jako władca pozostawił rządy głównie w rękach majordoma, zaś sam zajął się zakładaniem nowych opactw i klasztorów, w tym Surbourg i Wissembourg w Alzacji, której ówczesny książę był jego kuzynem. Niemniej jednak był inteligentnym i wykształconym człowiekiem, który nie mógł być w pełni kontrolowany przez majordoma i stronnictwa polityczne.
Podczas wzrostu napięcia między Austrazją a Neustrią, Dagobert został zamordowany w czasie polowania 23 grudnia 679, w pobliżu Stenay (Stenay-sur-Meuse) w Ardenach, prawdopodobnie na polecenie Ebroina, który nadal był majordomem pałacu Neustrii. Wilfryd musiał być w tym czasie w Austrazji, ponieważ, według jego biografa, opuścił on Austrazję po śmierci Dagoberta, wskutek zagrożenia ze strony zwolenników Ebroina.
Dagobert nie pozostawił po sobie męskiego potomka. Jego państwo zostało podzielone między możnowładców, pozostali władcy merowińscy podzielili Nadrenię między siebie, a Pepin II, majordom Austrazji (679-714), nie obsadził na tamtym tronie nikogo aż do bitwy pod Tertry (687), kiedy koronowano Teuderyka III.
Dagobert II był ostatnim z dynastii Merowingów niezależnym władcą Austrazji (wyjątkiem był kandydat Karola Młota Chlodwig IV).

## Kult
Po śmierci, Dagobert był czczony przez lud jako męczennik. Klasztor w Stenay stał się ośrodkiem kultu Dagoberta, czczonego już w 1068 jako „świętego Kościoła”. Kult rozprzestrzenił się również do Alzacji i Lotaryngii; czczono go w diecezjach: Verdun, Metzu i Nancy.
Dagobert jest uznawany za świętego przez Kościół katolicki, podobnie jak jego ojciec i wielu innych Merowingów.
Wspomnienie liturgiczne św. Dagoberta II obchodzone jest w dies natalis (23 grudnia).